# Đảo Vĩnh Viễn
Đảo Vĩnh Viễn (tiếng Anh: Nanshan Island; tiếng Filipino: Lawak; tiếng Trung: 马歡岛; bính âm: Mǎhuān dǎo, Hán-Việt: Mã Hoan đảo) là một đảo san hô thuộc cụm Bình Nguyên của quần đảo Trường Sa. Đảo này nằm về phía bắc của bãi Hải Sâm và cách đảo Bình Nguyên khoảng 9 km về phía nam-tây nam.
Đảo Vĩnh Viễn là đối tượng tranh chấp giữa Việt Nam, Đài Loan, Philippines và Trung Quốc. Philippines chính thức kiểm soát đảo này từ thời kì 1970-1971.

## Đặc điểm
Đảo Vĩnh Viễn là một đảo cát nhỏ dài 575 m và cao 2,4 m.
Đảo được bao phủ bởi cỏ thô và một vài cây dừa. Philippines đã lập một khu bảo tồn chim tại đây.

## Hình ảnh

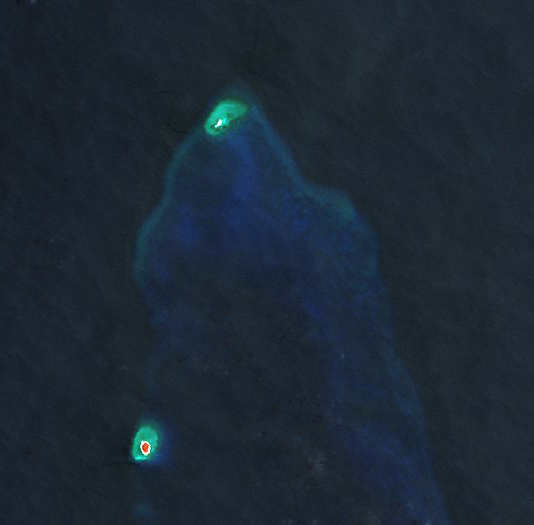
Ảnh vệ tinh chụp đảo Vĩnh Viễn (dưới) và đảo Bình Nguyên (trên) (NASA). Hai đảo này cùng thuộc một rạn san hô vòng lớn hơn là rạn Bình Nguyên.